# Lorentz-tényező
A Lorentz-tényező számos speciális relativitáselmélettel kapcsolatos fogalomban szerepel, mint az idődilatáció, hosszkontrakció és a relativisztikus tömeg.
A Lorentz-tényező a fénysebesség és az aktuális sebesség közötti összefüggésről szól.
Jelölése γ.
A Lorentz-tényező Hendrik Lorentz holland fizikus után kapta a nevét.
{\displaystyle \gamma ={\frac {c}{\sqrt {c^{2}-v^{2}}}}={\frac {1}{\sqrt {1-{\frac {v^{2}}{c^{2}}}}}}={\frac {1}{\sqrt {1-\beta ^{2}}}}={\frac {\mathrm {d} t}{\mathrm {d} \tau }}}
ahol:
{\displaystyle \beta ={\frac {v}{c}}} a fénysebességhez viszonyított sebesség,
v az a sebesség, melyet abban a vonatkoztatási rendszerben figyelnek meg, ahol az idő: t
τ a ‘helyes’ idő
c a fénysebesség

## Megközelítések
A Lorentz-tényező kifejtése Taylor-sorban:
{\displaystyle \gamma (\beta )=1+{\frac {1}{2}}\beta ^{2}+{\frac {3}{8}}\beta ^{4}+{\frac {5}{16}}\beta ^{6}+{\frac {35}{128}}\beta ^{8}+...}
A γ ≈ 1 + 1/2 β2 közelítés kis sebességeken jelentkező relativisztikus hatás.
Ez a közelítés 1% hibát jelent v < 0,4 c sebességnél (120 000 km/s), és 0,1%-on belüli a hiba 66 000 km/s sebesség alatt.
A két egyenlet:
{\displaystyle {\vec {p}}=\gamma m{\vec {v}}}
{\displaystyle E=\gamma mc^{2}\,}
Kis sebességeken a Taylor-sor csonkított változata lehetővé teszi, hogy a speciális relativitást newtoni mechanikára redukálja:
γ ≈ 1 és γ ≈ 1 + 1/2 β2, ekkor a newtoni egyenletekre redukálódik:
{\displaystyle {\vec {p}}=m{\vec {v}}}
{\displaystyle E=mc^{2}+{\frac {1}{2}}mv^{2}}
A Lorentz-tényező inverz kifejezésben:
{\displaystyle \beta ={\sqrt {1-{\frac {1}{\gamma ^{2}}}}}}
Ennek sorba fejtett formája:
{\displaystyle \beta =1-{\frac {1}{2}}\gamma ^{-2}-{\frac {1}{8}}\gamma ^{-4}-{\frac {1}{16}}\gamma ^{-6}-{\frac {5}{128}}\gamma ^{-8}+...}
Az első két kifejezés segítségével gyorsan kiszámíthatók a sebességek nagy γ értékektől.
A β ≈ 1 - 1/2 γ−2 közelítés 1% hiba alatt van γ > 2 esetén, és 0,1% -n belül, ha γ > 3,5.

## Értékek

A Lorentz-tényező a sebesség függvényében. Ahogy a sebesség megközelíti a fénysebességet, a Lorentz-tényező végtelenhez tart.

Az alábbi táblázat a Lorentz-tényező értékét és annak reciprokát mutatja néhány esetben. A félkövérrel írt értékek pontosak.
| Sebesség (c-ben mérve)         | Lorentz-tényező             | Reciproka                     |
| {\displaystyle \beta =v/c\,\!} | {\displaystyle \gamma \,\!} | {\displaystyle 1/\gamma \,\!} |
| ------------------------------ | --------------------------- | ----------------------------- |
| 0.000                          | 1.000                       | 1.000                         |
| 0.050                          | 1.001                       | 0.999                         |
| 0.100                          | 1.005                       | 0.995                         |
| 0.150                          | 1.011                       | 0.989                         |
| 0.200                          | 1.021                       | 0.980                         |
| 0.250                          | 1.033                       | 0.968                         |
| 0.300                          | 1.048                       | 0.954                         |
| 0.400                          | 1.091                       | 0.917                         |
| 0.500                          | 1.155                       | 0.866                         |
| 0.600                          | 1.250                       | 0.800                         |
| 0.700                          | 1.400                       | 0.714                         |
| 0.750                          | 1.512                       | 0.661                         |
| 0.800                          | 1.667                       | 0.600                         |
| 0.866                          | 2.000                       | 0.500                         |
| 0.900                          | 2.294                       | 0.436                         |
| 0.990                          | 7.089                       | 0.141                         |
| 0.999                          | 22.366                      | 0.045                         |
| 0.99995                        | 100.00                      | 0.010                         |

## Gyorsaság
Ha th r = β, akkor γ = ch r.
Itt az r, a hiperbolikus szög, gyorsaságként ismert a relativitáselméletben.
A Lorentz-transzformációt alkalmazva látható, hogy a gyorsaság additív, a sebesség viszont nem. Így a gyorsaság paraméter egy úgynevezett - fizikai modelleknél használatos - egyparaméteres csoportot alkot. Szuperlumináris mozgások tárgyalásánál γ–t néha Γ-val jelölik.
A Lorentz-tényező szerepel az idődilatáció, a hosszkontrakció és a relativisztikus tömeg tárgyalásakor a speciális relativitáselméletben.

A hossza rövidebbnek mérhető, mely a helyi hossz osztva γ-val.
A részecskefizikában a gyorsaságot a következőképpen definiálják:)
{\displaystyle y={\frac {1}{2}}\ln \left({\frac {E+p_{L}}{E-p_{L}}}\right)}

## Levezetés
Einstein speciális relativitáselméletének egyik alapvető posztulátuma az, hogy minden inercia rendszerben a megfigyelő ugyanazt a sebességet méri a fény esetében, függetlenül az ő relatív mozgásától.
Legyen két megfigyelő (A és B):
Az első, A, állandó v sebességgel utazik a másik megfigyelő(B) vonatkoztatási rendszeréhez viszonyítva, ahol B megfigyelő nyugalomban van. A egy lézersugarat irányít “felfelé” (merőlegesen az utazás vonalára).
B perspektívájából a fény szögben érkezik be. Egy {\displaystyle t_{B}}, idő után, A {\displaystyle d=vt_{B}} távot utazott be; a fény (szintén B szemszögéből) {\displaystyle d=ct_{B}} távot tett meg egy bizonyos szögben. A fény {\displaystyle d_{t}} komponense a Pitagorasz-tétel alapján:
{\displaystyle d_{t}={\sqrt {(ct_{B})^{2}-(vt_{B})^{2}}}}
{\displaystyle d_{t}=ct_{B}{\sqrt {1-{\left({\frac {v}{c}}\right)}^{2}}}}
A távolság, melyet A lát, a fény útja: {\displaystyle d_{t}=ct_{A}}
{\displaystyle ct_{A}=ct_{B}{\sqrt {1-{\left({\frac {v}{c}}\right)}^{2}}}}
majd egyszerűsítve:
{\displaystyle t_{A}=t_{B}{\sqrt {1-{\left({\frac {v}{c}}\right)}^{2}}}}